# Притча о немилосердном должнике
Притча о немилосердном должнике — одна из притч Иисуса Христа о Царствии Небесном, содержащаяся в Евангелии от Матфея. В ней рассказано о царе, который внемля просьбам раба своего об отсрочке долга, простил ему плату, но после того как тот не поступил схожим образом по отношению к своему должнику, раб отдан был истязателям до уплаты всего долга:

 Посему Царство Небесное подобно царю, который захотел сосчитаться с рабами своими; когда начал он считаться, приведен был к нему некто, который должен был ему десять тысяч талантов; а как он не имел, чем заплатить, то государь его приказал продать его, и жену его, и детей, и всё, что он имел, и заплатить; тогда раб тот пал, и, кланяясь ему, говорил: государь! потерпи на мне, и всё тебе заплачу. Государь, умилосердившись над рабом тем, отпустил его и долг простил ему. Раб же тот, выйдя, нашел одного из товарищей своих, который должен был ему сто динариев, и, схватив его, душил, говоря: отдай мне, что должен. Тогда товарищ его пал к ногам его, умолял его и говорил: потерпи на мне, и всё отдам тебе. Но тот не захотел, а пошел и посадил его в темницу, пока не отдаст долга. Товарищи его, видев происшедшее, очень огорчились и, придя, рассказали государю своему всё бывшее. Тогда государь его призывает его и говорит: злой раб! весь долг тот я простил тебе, потому что ты упросил меня; не надлежало ли и тебе помиловать товарища твоего, как и я помиловал тебя? И, разгневавшись, государь его отдал его истязателям, пока не отдаст ему всего долга. Так и Отец Мой Небесный поступит с вами, если не простит каждый из вас от сердца своего брату своему согрешений его.
— Мф. 18:23-35

## Богословское толкование
Святитель Феофилакт Болгарский, рассуждая о притче, дает приведенным в ней образам и выражениям следующие значения:
- «Царство Небесное» — Слово Божие (Бог), которое уподобилось человеку-царю, воплотившись в подобии человеческом.
- «Некто, который должен был ему десять тысяч талантов» — те, кто принял начальство над народом или над многими людьми (ибо каждый человек — талант, по слову: великое дело человек) и затем нехорошо пользуется своею властью, а также всякий человек, ежедневно благодетельствуемый, но не воздающий Богу ничего доброго.
- «Приказал продать его, и жену его, и детей» — отчуждение от Бога, ибо тот, кого продают, принадлежит другому господину. Жена — плоть (супружница души). Дети — зло совершаемое душой и телом. Господь повелевает, чтобы плоть была предана сатане на погибель, то есть была предана болезням и мучению демона и злые дела были связаны, чтобы спасся дух, ибо такой человек не может уже действовать воровски. Приказал продать не по жестокости, но для того, чтобы устрашить раба и убедить его обратиться к молитве и утешению.
- «Отпустил его и долг простил ему» — тем показано человеколюбие Господа, которое кающемуся (упавшему в зле, супротив тому кто стоит в зле твёрдо) совершенно простило и долг, хотя раб просил только отсрочки.
- «Раб же тот, вышед» — никто из тех, кто пребывает в Боге, не бывает несострадательным, но только тот, кто удаляется от Бога и делается чуждым Ему.
- «Нашел одного из товарищей своих, который должен был ему сто динариев, и, схватив его, душил, говоря: отдай мне, что должен» — получивший прощение в большем (десять тысяч талантов) не только не прощает совершенно меньшего (ста динариев), но и не дает отсрочки, хотя сораб говорит его же словами, напоминая ему, благодаря чему он сам спасся: «потерпи на мне, и все отдам тебе».
- «Товарищи его, видев происшедшее, очень огорчились и, придя, рассказали государю своему всё бывшее» — ангелы ненавидящие зло и любящие добро, поведали Богу, но не как незнающему, но для того так сказано, чтобы показать, что ангелы — это наши защитники и что они негодуют на бесчеловечных. Иоанн Златоуст усматривал в «товарищах» людей, заключая: «даже и людям это было неприятно, что сказать о Боге? Так негодовали на него не имеющие на себе долга»[2].
- «И разгневавшись, государь его отдал его истязателям» — Владыка судит раба по причине человеколюбия, чтобы показать, что не он, а жестокость раба и его неразумие отвращают дар.

Наиболее коротко смысл притчи выражен митрополитом Антонием Сурожским:

Часто приходит на ум вопрос: как человек может спастись? И вот в сегодняшнем Евангелии, как в целом ряде других чтений, мы находим такой простой, четкий ответ на это: Твое спасение в твоих руках; прости — и тебе будет прощено.

Епископ Михаил (Лузин) выводит ключевые тезисы притчи:

1) Грехи наши перед Богом многочисленны и тяжки;

2) Бог прощает их нам по своему милосердию, если мы молимся ему о том;

3) Грехи наших ближних против нас незначительны, сравнительно с грехами нашими перед Богом;

4) Следовательно мы должны их прощать ближним нашим;

5) Если мы не прощаем их, то и Бог не простит нас, и тогда мы должны за это подвергнуться вечным мучениям.

Важное замечание, относительно значения притчи, высказывает Б. И. Гладков:

Наказание прощенного уже, но вновь согрешившего грешника, при том же наказании его не только за новый грех, но и за все прежние, покрытые уже прощением грехи, доказывает, что прощение грехов в этой жизни не дается безусловно и навсегда; напротив, всякое прощение дается под условием, чтобы прощенный более не грешил. Иди и впредь не греши Ин. 8:11. Тогда прежние грехи твои не будут вменены тебе в вину ни здесь, ни на окончательном Суде; но если ты вновь начнешь грешить, то призовешь на свою голову наказание и за те грехи, за которые не был осужден и мог бы быть окончательно прощен.